# Морлок, Дитер
Дитер Альфред Морлок (нем. Dieter Alfred Mohrlok; 4 ноября 1938, Штутгарт — 2 марта 2010) — немецкий шахматист; международный мастер (1969), гроссмейстер ИКЧФ (1998).

## Шахматная карьера
В составе сборной ФРГ участник 4-х Олимпиад (1962—1964, 1970, 1976).

### Заочные шахматы
Победитель 31-го чемпионата Европы (1985—1992). Участник финала 16-го чемпионата мира (1999—2004, 8—9 место).
В составе сборной ФРГ участник 10-й шахматной олимпиады по переписке (1987—1995).

## Изменения рейтинга
| Графики недоступны из-за технических проблем. См. информацию на Фабрикаторе и на mediawiki.org. |